# Multifurca furcata
Multifurca furcata är en svampart som först beskrevs av Coker, och fick sitt nu gällande namn av Buyck & V. Hofstetter 2008. Multifurca furcata ingår i släktet Multifurca och familjen kremlor och riskor.   Inga underarter finns listade i Catalogue of Life.